# Ljerka Očić
Ljerka Očić (auch Ljerka Očić-Turkulin, * 1960 in Zagreb) ist eine kroatische Organistin.

## Leben
Ljerka Očić studierte Orgel an der Musikakademie Ljubljana bei Hubert Bergant; nach ihrem dortigen Abschluss studierte sie in Paris bei Gaston Litaize, an der Hochschule für Musik Köln bei Michael Schneider und in Rom bei Luigi Celeghin. Sie gab in zahlreichen europäischen und asiatischen Staaten sowie in den USA Konzerte, dabei begleitete sie zeitweise den Trompeter Stanko Arnold.
Seit 1992 lehrt sie Orgel an der Musikakademie Zagreb.

## Familie
Die Cellistin Jelena Očić ist eine Schwester von Ljerka Očić.

## Veröffentlichungen

### Bücher
- Orguljska umjetnost (Orgel-Kunst), 2004, ISBN 953-150-698-1
- Orgulje ... energija duha (Orgel ... Energie des Geistes), 2006, ISBN 9539664993